# 古河電気工業千葉事業所サッカー部
古河電気工業千葉事業所サッカー部（ふるかわでんきこうぎょう ちばじぎょうしょサッカーぶ）は、かつて存在した日本のサッカークラブ。古河電気工業千葉事業所のサッカー部として1967年に創部した。VONDS市原FCの母体となったクラブである。

## 概要

### 創設～1970年代
1967年に創設される。1972年の関東社会人サッカー大会決勝で東邦チタニウムを破り優勝。翌1973年に関東サッカーリーグへ昇格したが、昇格初年のリーグ戦で初優勝を果たした。また、全国社会人サッカー選手権大会に初出場したが、初戦でヤンマークラブに敗れた。1975年、関東リーグ戦は首位に勝点1差の2位に入り、全社も決勝でヤンマークラブに敗れたが準優勝の成績を収めた。
1976年、日本サッカーリーグ（JSL)2部に昇格したが、18戦3勝の最下位。入替戦でも日産自動車（現：横浜F・マリノス）に敗れたが、同年限りで永大産業が廃部したため、JSL2部残留となった。第1回JSLカップは予選敗退となった。1977年、JSL2部で10チーム中9位に終わり、入替戦で東芝堀川町（現：北海道コンサドーレ札幌）に敗れて、関東リーグへの降格が決まった。なお、第2回JSLカップは不参加であった。
1978年、関東リーグは優勝した東邦チタニウムに勝点10差の2位、地域リーグ決勝大会はグループ2位に終わり、決勝ラウンド進出はならなかった。1979年、関東リーグは優勝した埼玉教員に勝点2差の2位、地域リーグ決勝大会はグループAを首位で突破したが、決勝ラウンドは3位に終わった。

### 1980年代
1980年、関東リーグで3年連続の2位、地域リーグ決勝大会は決勝ラウンド2位に入り、入替戦に回ったが甲府サッカークラブ（現：ヴァンフォーレ甲府）に敗れてJSL復帰は成らなかった。また、天皇杯に初出場したが、1回戦で三菱重工（現：浦和レッドダイヤモンズ）に敗れた。1981年、関東リーグで8年ぶりに優勝、地域リーグ決勝大会はグループ2位に終わった。1982年、関東リーグは3位に終わり、地域リーグ決勝大会進出を逃した。また、全社に出場するも初戦で大阪ガスに敗れた。1983年は関東リーグで7位と前年より大きく順位を落とした。全社は1回戦でTDK（現：ブラウブリッツ秋田）にPK勝ちしたが、2回戦で松下電器産業（現：ガンバ大阪）に敗れた。
1984年、関東リーグで優勝した東邦チタニウムに同勝点ながら得失点差で2位、3年ぶりに地域リーグ決勝大会に進出したが、グループ2位に終わった。
1986年はリーグ戦で3位ながら、全社では三菱化成黒崎（現：ギラヴァンツ北九州）や東京ガス（現：FC東京）などを破って初優勝を果たした。また、1987年はリーグ戦で5位、全社はTDKや京都紫光クラブ（現：京都サンガF.C.）を破って決勝に進出したが、秋田市役所に敗れて準優勝。1988年はリーグ戦で4位、全社は初戦で敗退。1989年はリーグ戦で5位、全社は大塚製薬（現：徳島ヴォルティス）やYKK（現：カターレ富山）などを破って決勝に進出するも、決勝で中央防犯（現：アビスパ福岡）に敗れた。

### 1990－2000年代
1990年はリーグ戦で10チーム9位、最下位チームと勝ち点3差ながら残留。全社は2回戦で敗退。1991年はリーグ戦で8位、全社は2回戦でPJMフューチャーズに敗れた。1992年はリーグ戦で10チーム中8位で降格圏と勝点2差で残留。1993年はリーグ戦で得失点差はマイナスながら4位に入った。また、同年より片岡道夫が監督に就任した。1995年、リーグ戦を4勝3分11敗、勝点15で最下位に終わり千葉県社会人サッカーリーグ1部への降格が決まった。
1996年から千葉県リーグ1部に所属。1996年から1998年まで3連覇を果たすなど、県リーグで上位をキープするが、関東リーグへの復帰は成らなかった。また、千葉県サッカー選手権大会（兼天皇杯千葉県予選）で4度決勝に進出するが、全て決勝で敗れた。2003年に千葉県リーグで5度目の優勝、関東社会人サッカー大会で準優勝。翌2004年から9年ぶりとなる関東リーグ2部への昇格が決まった。関東リーグでは2006年に3位に入った。また、2005年および2007年に全社に出場するが共に1回戦で敗退した。
2008年にS.A.I.市原サッカークラブへ名称を変更して、企業チームからクラブチームへと変わった。2009年はリーグ戦で3位に入ったものの、2010年は8チーム中7位に終わり、8年ぶりに千葉県リーグへ降格することとなった。
2011年2月28日、市原市サッカー協会が主体となってS.A.I.市原サッカークラブを承継する形で市民球団を創設すると報じられた。同月20日の選手選考会では32人が集まり、その内の22人がS.A.I.市原サッカークラブの選手であった。同年3月6日に名称をVONDS市原と発表した。以降についてはVONDS市原の項目を参照のこと。
なお、千葉市にある古河市原シニアは古河電気工業千葉事業所サッカー部でプレーした選手で創設されたクラブであり、2015年度の全国シニア（40歳以上）サッカー大会にも出場している。

## 年度別成績

### 古河電気工業千葉事業所サッカー部
| 年度 | 所属      | 順位 | 勝点 | 試合 | 勝           | 分          | 敗           | 得点 | 失点 | 差  | JSLカップ | 監督     |
| ---- | --------- | ---- | ---- | ---- | ------------ | ----------- | ------------ | ---- | ---- | --- | --------- | -------- |
| 1972 | 千葉県    |      |      |      |              |             |              |      |      |     | -         |          |
| 1973 | 関東      | 優勝 | 21   | 14   | 8            | 5           | 1            | 43   | 18   | 25  | -         |          |
| 1974 | 関東      | 8位  | 11   | 14   | 5            | 1           | 8            | 25   | 24   | 1   | -         |          |
| 1975 | 関東      | 2位  | 19   | 14   | 8            | 3           | 3            | 38   | 20   | 18  | -         |          |
| 1976 | JSL2部    | 10位 | 8    | 18   | 3            | 2           | 13           | 17   | 51   | -34 | 予選敗退  |          |
| 1977 | JSL2部    | 9位  | 28   | 18   | 5            | 2PK勝 4PK敗 | 7            | 19   | 28   | -9  | 不参加    |          |
| 1978 | 関東      | 2位  | 49   | 18   | 13(2PK勝含） | -           | 5（1PK負含） | 38   | 23   | 15  | -         |          |
| 1979 | 関東      | 2位  | 51   | 18   | 13(1PK勝含)  | -           | 5(1PK負含)   | 50   | 25   | 25  | -         |          |
| 1980 | 関東      | 2位  | 24   | 18   | 10           | 4           | 4            | 36   | 20   | 16  | -         |          |
| 1981 | 関東      | 優勝 | 26   | 18   | 11           | 4           | 3            | 38   | 19   | 19  | -         |          |
| 1982 | 関東      | 3位  | 24   | 18   | 10           | 4           | 4            | 25   | 16   | 9   | -         |          |
| 1983 | 関東      | 7位  | 14   | 18   | 6            | 2           | 10           | 25   | 32   | -7  | -         |          |
| 1984 | 関東      | 2位  | 28   | 18   | 12           | 4           | 2            | 35   | 11   | 24  | -         |          |
| 1985 | 関東      | 6位  | 17   | 18   | 6            | 5           | 7            | 42   | 31   | 11  | -         |          |
| 1986 | 関東      | 3位  | 25   | 18   | 11           | 3           | 4            | 37   | 24   | 13  | -         |          |
| 1987 | 関東      | 5位  | 22   | 18   | 8            | 6           | 4            | 33   | 21   | 12  | -         |          |
| 1988 | 関東      | 4位  | 20   | 18   | 8            | 4           | 6            | 29   | 18   | 11  | -         |          |
| 1989 | 関東      | 5位  | 20   | 18   | 7            | 6           | 5            | 28   | 29   | -1  | -         |          |
| 1990 | 関東      | 9位  | 12   | 18   | 4            | 4           | 10           | 24   | 32   | -8  | -         |          |
| 1991 | 関東      | 8位  | 12   | 18   | 4            | 4           | 10           | 20   | 31   | -11 | -         |          |
| 1992 | 関東      | 8位  | 15   | 18   | 6            | 3           | 9            | 18   | 27   | -9  | -         |          |
| 1993 | 関東      | 4位  | 20   | 18   | 9            | 2           | 7            | 31   | 39   | -8  | -         | 片岡道夫 |
| 1994 | 関東      | 7位  | 16   | 18   | 6            | 4           | 8            | 25   | 35   | -10 | -         | 片岡道夫 |
| 1995 | 関東      | 10位 | 15   | 18   | 4            | 3           | 11           | 14   | 30   | -16 | -         | 片岡道夫 |
| 1996 | 千葉県1部 | 優勝 |      |      |              |             |              |      |      |     | -         | 片岡道夫 |
| 1997 | 千葉県1部 | 優勝 |      |      |              |             |              |      |      |     | -         | 片岡道夫 |
| 1998 | 千葉県1部 | 優勝 |      |      |              |             |              |      |      |     | -         | 片岡道夫 |
| 1999 | 千葉県1部 | 2位  | 19   | 9    | 6            | 1           | 2            |      |      |     | -         | 片岡道夫 |
| 2000 | 千葉県1部 | 優勝 | 34   | 13   | 11           | 1           | 1            | 46   | 17   | 29  | -         | 片岡道夫 |
| 2001 | 千葉県1部 | 3位  | 21   | 13   | 6            | 3           | 4            | 33   | 20   | 13  | -         | 片岡道夫 |
| 2002 | 千葉県1部 | 2位  | 32   | 13   | 10           | 2           | 1            | 56   | 17   | 39  | -         | 片岡道夫 |
| 2003 | 千葉県1部 | 優勝 | 42   | 17   | 13           | 3           | 1            | 49   | 15   | 34  | -         | 片岡道夫 |
| 2004 | 関東2部   | 6位  | 16   | 14   | 5            | 1           | 8            | 25   | 35   | -10 | -         | 片岡道夫 |
| 2005 | 関東2部   | 7位  | 10   | 14   | 3            | 1           | 10           | 13   | 26   | -13 | -         | 福田靖   |
| 2006 | 関東2部   | 3位  | 29   | 14   | 9            | 1           | 4            | 37   | 25   | 12  | -         | 福田靖   |
| 2007 | 関東2部   | 4位  | 20   | 14   | 6            | 2           | 6            | 27   | 31   | -4  | -         | 福田靖   |

### S.A.I.市原サッカークラブ
| 年度 | 所属    | 順位 | 勝点 | 試合 | 勝 | 分 | 敗 | 得点 | 失点 | 差 | 監督   |
| ---- | ------- | ---- | ---- | ---- | -- | -- | -- | ---- | ---- | -- | ------ |
| 2008 | 関東2部 | 6位  | 13   | 14   | 4  | 1  | 9  | 21   | 28   | -7 | 田中勝 |
| 2009 | 関東2部 | 3位  | 28   | 14   | 9  | 1  | 4  | 31   | 23   | 8  | 田中勝 |
| 2010 | 関東2部 | 7位  | 18   | 14   | 5  | 3  | 6  | 21   | 27   | -6 | 田中勝 |

- 出典

関東サッカーリーグ・過去の記録（2020年3月22日閲覧）
- 脚注

1. ↑  リーグ規約違反で最下位[6]

## 主な成績・タイトル

### リーグ戦
- 関東サッカーリーグ1部
  - 優勝（2回）：1973, 1981
  - 準優勝（5回）：1975, 1978, 1979, 1980, 1984
  - 3位（3回）：1982, 1986, 2009
- 関東サッカーリーグ2部
  - 3位（2回）：2006, 2009
- 千葉県社会人サッカーリーグ1部
  - 優勝（5回）：1996, 1997, 1998, 2000, 2003

### カップ戦
- 全国社会人サッカー選手権大会
  - 優勝（1回）：1986
  - 準優勝（3回）：1973, 1987, 1989
- 関東社会人サッカー大会
  - 準優勝（2回）：1972, 2003
- 千葉県サッカー選手権大会（兼天皇杯千葉県予選）
  - 準優勝（4回）：1997, 1998, 1999, 2001